# Amud 1
Amud 1 é um esqueleto adulto de Neandertal do sudoeste asiático quase completo, mas mal preservado, com cerca de 55.000 anos de idade. Foi descoberto em Amud em Israel por Hisashi Suzuki em julho de 1961, que o descreveu como do sexo masculino. Com uma altura estimada de 1,78 m, é consideravelmente mais alto do que qualquer outro Neandertal conhecido, e seu crânio tem de longe a maior capacidade craniana (1736-1740 cm3) de qualquer crânio de hominídeo arcaico já encontrado. Tornando-o um dos mais famosos espécimes de crânios de Neandertal.